# 대한민국 상법 제191조
대한민국 상법 제191조는 패소원고의 책임에 대한 상법 회사법의 조문이다.

## 조문
상법 제191조 (패소원고의 책임) 설립무효의 소 또는 설립취소의 소를 제기한 자가 패소한 경우에 악의 또는 중대한 과실이 있는 때에는 회사에 대하여 연대하여 손해를 배상할 책임이 있다. 

## 같이 보기
- 악의적 기소 미국법상 불법행위